# Конвенция ОЭСР о взаимной административной помощи по налоговым делам
Конвенция о взаимной административной помощи по налоговым делам — международное соглашение по поощрению заключения между сторонами TIEA, совместно разработанное ОЭСР и Советом Европы и открытая для подписания с 25 января 1988 года. 27 мая 2010 был принят протокол с поправками к Конвенции.

## Стороны
По состоянию на 24 января 2018 Конвенция адаптирована в 117 юрисдикциях:

| - Албания - Андорра - Ангилья - Аргентина - Армения - Аруба - Австралия - Австрия - Азербайджан - Багамские Острова - Бахрейн - Барбадос - Бельгия - Белиз - Бермуды - Бразилия - Виргинские Острова (Великобритания) - Бруней - Болгария - Буркина-Фасо - Камерун - Канада - Острова Кайман - Чили - Китай - Колумбия - Острова Кука - Коста-Рика - Хорватия - Кюрасао - Кипр | - Чехия - Дания - Доминиканская Республика - Сальвадор - Эстония - Фарерские острова - Финляндия - Франция - Габон - Грузия - Германия - Гана - Гибралтар - Греция - Гренландия - Гватемала - Гернси - Венгрия - Исландия - Индия - Индонезия - Ирландия - Остров Мэн - Израиль - Италия - Ямайка - Япония - Джерси - Казахстан - Кения | - Республика Корея - Кувейт - Латвия - Ливан - Лихтенштейн - Литва - Люксембург - Малайзия - Мальта - Маршалловы Острова - Маврикий - Мексика - Молдова - Монако - Монтсеррат - Марокко - Науру - Нидерланды - Новая Зеландия - Нигерия - Ниуэ - Норвегия - Пакистан - Панама - Перу - Филиппины - Польша - Португалия - Катар - Румыния | - Сент-Китс и Невис - Сент-Люсия - Сент-Винсент и Гренадины - Самоа - Сан-Марино - Саудовская Аравия - Сенегал - Сейшельские Острова - Сингапур - Сен-Мартен - Словакия - Словения - ЮАР - Испания - Швеция - Швейцария - Тунис - Турция - Теркс и Кайкос - Уганда - Украина - ОАЭ - Великобритания - США - Уругвай |